# Marthe Ernst-Schwarzenbach
Marthe Ernst-Schwarzenbach (* 24. Januar 1900 in Kilchberg ZH; † 27. August 1967 Zürich) war Privatdozentin und Titularprofessorin für Botanik an der Universität Zürich.

## Leben
Marthe Ernst-Schwarzenbach kam am 24. Januar 1900 in Kilchberg als Tochter von Arnold Schwarzenbach und seiner Ehefrau Suzanne Fürst auf die Welt. Sie besuchte die Töchterschule in Zürich und studierte nach ihrer Maturität ab 1921 Naturwissenschaften an den Universitäten Genf und Zürich. Mit dem Hauptfach Botanik promovierte sie 1926 und erwarb sich in Zürich auch das Lehrdiplom. Anschliessend arbeitete als Lehrerin an Mittelschulen. Ihre Interessen für Genetik führten sie 1929 zu Vilmorin-Andrieux nach Paris und anschliessend an das Kaiser-Wilhelm-Institut für Züchtungsforschung, wo sie unter Erwin Baur arbeitete.
Im Jahr 1930 heiratete Marthe Schwarzenbach ihren ehemaligen Lehrer Alfred Ernst und unternahm mit diesem eine mehrmonatige Reise Studienreise nach Indonesien und Malaysia. Auf dieser Reise sammelte sie das Material für ihre Habilitationsschrift, die 1939 angenommen wurde. Von 1939 an arbeitete sie als Privatdozentin für Embryologie, Zytologie und Genetik (Schwergewicht Moose und Algen) an der Universität Zürich, ab 1950 als Titularprofessorin. Von 1947 bis 1965 redigierte sie den Jahresbericht der Schweizerischen Gesellschaft für Vererbungsforschung. Im selben Zeitraum betreute sie das Archiv der Julius-Klaus-Stiftung für Vererbungsforschung, Sozialanthropologie und Rassenhygiene, sowie den Schweizer Teil der "Resumptio Genetica".
Neben Clara Zollikofer war Marthe Schwarzenbach in der Zwischenkriegszeit die einzige Dozentin am Institut für allgemeine Botanik. Sie war Mitglied der Sozialdemokratische Partei der Schweiz, wo sie sich aktiv für die Frauenförderung einsetzte.

## Werke
- 1930 Genetik und Züchtung der Tomate
- 1939 Zur Kenntnis des sexuellen Dimorphismus der Laubmoose
- 1956 Kleistogamie und Antherenbau in der Hydrocharitaceen-Gattung Ottelia